# Oleg Stepkó
Oleg Stepkó (Zaporizhia, Ucrania, 25 de marzo de 1994) es un gimnasta artístico nacido ucraniano pero nacionalizado azerbayano en 2014, ganador de la medalla de bronce en el ejercicio de barras paralelas del Mundial de Glasgow 2015, tras el chino You Hao (oro), el ucraniano Oleg Verniaiev y empatado a puntos con el chino Deng Shudi.
Además Stepkó ha participado en el Campeonatos Europeos de Bakú 2015 donde logró el oro en barras paralelas, plata en la competición general individual y caballo con arcos, y bronce en la competición por equipos y salto de potro.